# North Leverton with Habblesthorpe
North Leverton with Habblesthorpe – wieś i civil parish w Anglii, w hrabstwie Nottinghamshire, w dystrykcie Bassetlaw. Leży 47 km na północny wschód od miasta Nottingham i 208 km na północ od Londynu. W 2011 roku civil parish liczyła 1047 mieszkańców.